# Lechstufe 12
Lechstufe 12 ist ein Ortsteil der Gemeinde Fuchstal im oberbayerischen Landkreis Landsberg am Lech.

## Geografie
Die Einöde liegt südlich von Lechmühlen am Westufer des Lech unmittelbar an der namensgebenden Lechstaustufe 12.

## Lechstaustufe 12
Die Lechstaustufe 12 befindet sich am Flusskilometer 98,5 und nahm 1943 den Betrieb auf. Das Laufwasserkraftwerk nach Bauart Arno Fischer hat eine Leistung von 7,9 MW und wird von Uniper betrieben.

## Geschichte
Lechstufe 12 entstand erst ab 1940 im Zuge des Lechausbaus durch die BAWAG.
Die Einöde gehörte zur Gemeinde Seestall, die am 1. Juli 1972 nach Fuchstal eingemeindet wurde.